# Flughafen Lihue

i7
i11
i13
Der Flughafen Lihue (IATA-Code: LIH, ICAO-Code: PHLI)  ist ein Flughafen bei Līhuʻe auf der Insel Kauaʻi im US-Bundesstaat Hawaii. 

## Geschichte
Die Bauarbeiten für den Flughafen Lihue begannen 1948 und wurden mit der Eröffnung des Flughafens am 1. September 1949 abgeschlossen. Die Kosten für eine 3.750 ft (1.143 m) lange Start- und Landebahn, Rollwege und Parkpositionen beliefen sich auf 679.000 Dollar (entspricht inflationsbereinigt 7,7 Millionen Dollar), hinzu kam ein im Januar 1950 abgeschlossenes Empfangsgebäude für 97.000 Dollar (1.094.000 Dollar inflationsbereinigt). Da die Passagierzahlen alle Vorhersagen übertrafen wurde bereits 1952 die Start- und Landebahn auf 5.100 ft (1.554 m) verlängert und das Empfangsgebäude erweitert. In den 1950er Jahren wurde der Flughafen durch Hawaiian Airlines, Trans-Pacific Airlines und verschiedene Charterfluggesellschaften bedient.
Im April 1984 wurde die neue Start- und Landebahn 17/35 eröffnet, die Anflüge über dem Meer ermöglichte und damit die Lärmbelastung der Anwohner reduzierte. Im Februar 1987 wurde ein neues Terminal eingeweiht, das erstmals auch Fluggastbrücken aufwies.

## Betrieb
Am Flughafen Lihue bestehen Direktverbindungen zu Zielen auf den hawaiischen Inseln und dem Festland der Vereinigten Staaten.